# Gherța Mică
Gherța Mică (Kisgérce en hopngrois, Kleingirtze en allemand) est une commune roumaine du județ de Satu Mare, dans la région historique de Transylvanie et dans la région de développement du Nord-ouest.

## Géographie
La commune de Gherța Mică est située dans le nord-est du județ, sur la rive droite de la rivière Tur, au pied des Monts Oaș, à 49 km au nord-est de Satu Mare, le chef-lieu du județ.
La municipalité est composée du seul village de Gherța Mică (population en 2002) :
- Gherța Mică (3 255), siège de la commune.

## Histoire
La première mention écrite du village de Gherța Mică date de 1342 sous le nom de Gerche, puis il apparaît en 1393 sous le nom de Gerch.
La commune, qui appartenait au royaume de Hongrie, faisait partie de la principauté de Transylvanie et elle en a donc suivi l'histoire.
Après le compromis de 1867 entre Autrichiens et Hongrois de l'empire d'Autriche, la principauté de Transylvanie disparaît et, en 1876, le royaume de Hongrie est partagé en comitats. Gherța Mică intègre le comitat de Szatmár (Szatmár vármegye).
À la fin de la Première Guerre mondiale, l'Empire austro-hongrois disparaît et la commune rejoint la Grande Roumanie au traité de Trianon.
En 1940, à la suite du deuxième arbitrage de Vienne, elle est annexée par la Hongrie jusqu'en 1944, période durant laquelle sa petite communauté juive est exterminée par les nazis. Elle réintègre la Roumanie après la Seconde Guerre mondiale au traité de Paris en 1947.

## Religions
En 2002, la composition religieuse de la commune était la suivante :
- Chrétiens orthodoxes, 77,69 % ;
- Pentecôtistes, 20,33 % ;
- Catholiques romains, 0,58 % ;
- Adventistes du septième jour, 0,58 %.

## Démographie
En 1910, à l'époque austro-hongroise, la commune comptait 1 673 Roumains (96,20 %) et 65 Hongrois (3,74 %).
En 1930, on dénombrait 1 747 Roumains (95,78 %), 46 Juifs (2,52 %), 19 Hongrois (1,04 %) et 12 Roms (0,66 %).
En 1956, après la Seconde Guerre mondiale, 2 251 Roumains (99,96 %) côtoyaient 1 Hongrois (0,04 %).
En 2002, la commune comptait 3 211 Roumains (98,64 %), 26 Hongrois (0,79 %) et 15 Roms (0,46 %). On comptait à cette date 900 ménages et 812 logements.
Lors du recensement de 2011, 94,1 % de la population se déclarent roumains et 1,2 % comme roms (4,01 % ne déclarent pas d'appartenance ethnique et 0,67 % déclarent appartenir à une autre ethnie).

## Politique
| Parti | Parti                                                 | Sièges |
| ----- | ----------------------------------------------------- | ------ |
|       | Parti social-démocrate (PSD)                          | 5      |
|       | Parti national libéral (PNL)                          | 3      |
|       | Alliance des libéraux et démocrates (ALDE)            | 3      |
|       | Union nationale pour le progrès de la Roumanie (UNPR) | 2      |

## Économie
L'économie de la commune repose sur l'agriculture et l'élevage. La commune dispose de :
- 1 166 ha de terres arables ;
- 1 117 ha de pâturages ;
- 205 ha de vignes et vergers ;
- 1 102 ha de forêts[7].

## Communications

### Routes
Gherța Mică est située sur la route régionale DJ109L la reliant à Turț au nord et à Călinești-Oaș à l'est.

## Lieux et monuments
- Église orthodoxe de la Naissance de la Vierge (Nașterea Maicii Domnului) datant de 1875 et classée monument historique[8].

## Personnalités liées à la commune
- Rodion Markovits, (1884-1948), soldat austro-hongrois de la Première Guerre mondiale, prisonnier de guerre des Soviétiques de 1916 à 1922, a écrit un récit de sa captivité (Garnizoana din Siberia) qui eut un certain retentissement lors de sa parution dans les années 1930[2].